# Yenipazar, Aydın
Yenipazar là một huyện thuộc tỉnh Aydın, Thổ Nhĩ Kỳ. Huyện có diện tích 193 km² và dân số thời điểm năm 2007 là 13715 người, mật độ 71 người/km².